# William Hooper
William Hooper (17. července 1742, Boston, Massachusetts - 14. října 1790, Wilmington, Severní Karolína) byl americký právník.

## Životopis

### Mládí
William Hooper se narodil jako syn ministra, který po příchodu do kolonií přešel na anglikánskou víru. Jeho otec chtěl, aby se Hooper také stal ministrem, ale mladý William chtěl studovat práva. Studoval na Harvardu teologii, pak studoval práva pod poručnictvím Jamese Otise, silně vlasteneckého právníka, který pravděpodobně ovlivnil jeho politické názory.

### Právník
Po dokončení jeho právních studují roku 1764 se Hooper přesunul do Wilmingtonu v Severní Karolíně, kde vyučil právnickou praxi, protože Boston měl již mnoho právníků. Brzy se stal jedním z Severokarolinských vedoucích advokátů. V roce 1767 se Hooper oženil s Annou Clarkovou, s níž měl dceru a dva syny.

### Politik
V roce 1773 byl Hooper zvolen do tamní legislatury, kde začal požadovat nezávislost na Velké Británii. V roce 1774 byl zvolen do prvního vnitrozemského kongresu a zůstal v kongresu ve Filadelfii až do roku 1777, kdy se vrátil do Severní Karolíny. Jeho vlastenectví mu dělalo problémy, mnoho obyvatel Severní Karolíny bylo loajální k britské koruně.
Když britská armáda napadla Severní Karolínu, Hooperův dům byl spálen a Hooper musel uprchnout do nedalekého kraje, kde se chtěl vyhnout chycení. Zde se zřejmě nakazil malárií, kterou mohl trpět po zbytek života.
Hooper se stal jedním z delegátů u podpisu deklarace nezávislosti Spojených států amerických. Roku 1789 se stal vrchním soudcem, ale následující rok zemřel.